# Gábor Alfréd Fehérvári
Gábor Alfréd Fehérvári, mer känd som Freddie, född 8 april 1990 i Budapest, är en ungersk sångare som representerade sitt hemland i Eurovision Song Contest 2016 med låten "Pioneer". Han blev känd då han slutade på fjärde plats i den ungerska talangjakten Rising Star 2014.
Innan Fehérvári inledde sin musikkarriär studerade han på gymnasium samt arbetade som assistent i Győr. 2010 började han sjunga och spela gitarr i mindre band. Hösten 2014 var han med i den första och enda säsongen av den ungerska talangjakten Rising Star som var efter det israeliska konceptet HaKokhav HaBa (The Next Star). Han tog sig till finalprogrammen och slutade på fjärde plats. Efter programmet samarbetade han med András Kállay-Saunders och släppte sin första singel "Mary Joe". 
Han tog sig artistnamnet Freddie under hösten 2015. I december offentliggjordes det att Fehérvári skulle ställa upp i A Dal 2016 med bidraget "Pioneer". Han fick överlägset flest poäng i både det inledande heatet av tävlingen, semifinalen och finalen. I den slutliga superfinalen ställdes han mot Kállay Saunders Band, Gergő Oláh och András Petruska. Superfinalen avgjordes enbart genom tittarröstning och efter den stod Fehérvári som segrare och fick därmed tävla med bidraget i Eurovision Song Contest 2016 i Stockholm i maj 2016.